# Jesse A. Marcel
Jesse Marcel Sr. (1907 - 1986) foi um tenente-coronel da Força Aérea dos Estados Unidos que ajudou a administrar a Operação Crossroads, os testes com bombas atómicas em 1946 no atol de Bikini. Ele foi uma figura chave no alegado incidente de OVNI de 1947 em Roswell, que só voltou à superfície no final dos anos 70, quando Marcel, agora reformado, numa entrevista com Stanton Friedman, disse acreditar que os destroços que recuperou eram de origem extraterrestre.